# Nikolaevsky (huyện của Khabarovsk)
Huyện Nikolaevsky (tiếng Nga: ? райо́н) là một huyện hành chính tự quản (raion), của Vùng Khabarovsk, Nga. Huyện có diện tích 16808 km², dân số thời điểm ngày 1 tháng 1 năm 2000 là 17000 người. Trung tâm của huyện đóng ở Nikolaevsk-na-Amure.